# Кішакаджан
Кішакаджан (перс. كيشاكجان) — село в Ірані, у дегестані Чіні-Джан, у Центральному бахші, шагрестані Рудсар остану Ґілян. За даними перепису 2006 року, його населення становило 772 особи, що проживали у складі 220 сімей.